# Flensburger Fjord
De Flensburger Fjord (Duits: Flensburger Förde, Deens: Flensborg Fjord) is een 50 kilometer lange fjord die in de Oostzee uitmondt. De Flensburger Fjord vormt gedeeltelijk de grens tussen Duitsland in het zuiden en Denemarken in het noorden.
Aan de Deense zijde van de grens ligt het eiland Als met de stad Sønderborg. Meer naar het westen bevinden zich de plaatsen Broager, Egernsund, Gråsten, Rinkenæs, Sønderhav en Kollund.
Dieper in het Duitse binnenland ligt de stad Flensburg. Aan de oostelijke oever ligt het stadje Glücksburg.